# Thiers, Puy-de-Dôme
Thiers (occitanska: Tièrn) är en kommun i departementet Puy-de-Dôme i regionen Auvergne-Rhône-Alpes i centrala Frankrike. Kommunen ligger i kantonen Thiers som tillhör arrondissementet Thiers. År 2022 hade Thiers 11 686 invånare.

## Befolkningsutveckling
Antalet invånare i kommunen Thiers
| Referens: INSEE |